# Sławomir Rotkiewicz
Sławomir Rafał Rotkiewicz (né le 7 juin 1954 à Wrocław) est un pentathlonien polonais, double champion du monde par équipe.

## Biographie
Initialement il pratique la natation et ce n'est qu en 1972 qu'il se tourne vers le Pentathlon. Il représente les clubs suivants: AZS-AWF Varsovie (1965-1971), Lotnik Varsovie (1972-1975) et depuis 1976 Legia Varsovie. Le plus grand succès de sa carrière est le championnat du monde par équipe en 1977 et 1978 ainsi que la médaille de bronze en individuel lors du championnat du monde en 1977. Il participe aux Jeux olympiques d'été de 1976.
En 1979 il obtient son diplôme d'ingénieur de machines agricoles à l'École polytechnique de Varsovie. La même année il part aux États-Unis et s'installe à Houston.

## Palmarès

### Championnats du monde
- 1977
  -  Médaille d'or par équipe
  -  Médaille de bronze en individuel

- 1978
  -  Médaille d'or par équipe

### Championnats de Pologne
- 1976  Médaille de bronze
- 1977  Médaille de bronze